# Sandra Kuschmann
Sandra Kuschmann (* 15. Februar 1974 in Hagen) ist eine ehemalige deutsche Leichtathletin.

## Sportliche Karriere
Sandra Kuschmann startete bis 1991 für TSV Hagen 1860. Ab 1992 trat sie für die LG Olympia Dortmund an. Ihre beste Einzelplatzierung bei Deutschen Meisterschaften war der dritte Platz im 400-Meter-Lauf bei den Hallenmeisterschaften 1995. Bei den gleichen Meisterschaften gehörte sie auch zur siegreichen 4-mal-200-Meter-Staffel. Im Freien gewann sie von 1992 bis 1995 viermal den Titel mit der 4-mal-400-Meter-Staffel, wobei außer Kuschmann auch Silke-Beate Knoll bei allen vier Titelgewinnen dabei war. Ihre Bestzeit von 51,81 Sekunden über 400 Meter lief Kuschmann am 28. Juli 1995 in Dortmund.
Bei den Juniorenweltmeisterschaften 1990 in Plowdiw belegte Kuschmann mit der deutschen 4-mal-400-Meter-Staffel den siebten Platz. 1993 bei den Junioreneuropameisterschaften in San Sebastian erreichte Kuschmann über 400 Meter als Vierte das Ziel. Nach der Dopingdisqualifikation der ursprünglichen Siegerin Mariana Florea aus Rumänien wurde die Bronzemedaille nachträglich Sandra Kuschmann zuerkannt. Auch in der Staffel wirkte sich die Disqualifikation von Florea aus. Susanne Merkel, Andrea Bornscheuer, Anita Oppong und Sandra Kuschmann erhielten nachträglich die Goldmedaille.
Bei den Weltmeisterschaften 1995 in Göteborg trat Kuschmann sowohl im Einzel auch in der Staffel an. Über 400 Meter schied sie im Vorlauf aus. In der 4-mal-400-Meter-Staffel qualifizierten sich Linda Kisabaka, Karin Janke, Sandra Kuschmann und Uta Rohländer für das Finale. Im Endlauf wurden Janke, Knoll, Kisabaka und Rohländer Vierte. Kurz nach den Weltmeisterschaften fand in Fukuoka die Universiade statt. Kuschmann wurde dort Vierte mit der 4-mal-400-Meter-Staffel.